# Église d'Ekenäs
L'église d'Ekenäs (en suédois : Ekenäs kyrka, finnois : Tammisaaren kirkko) est une église luthérienne  située à Raseborg en Finlande.

## Description
La construction est initiée par Gustaf Adolf Leijonhufvud, mais on ne connais plus l'architecte. 
L'église est bâtie de 1651 aux années 1670. 
Son aspect extérieur actuel conçu par Charles Bassi est réalisé pendant la rénovation des années 1839–1842 à la suite de l'incendie de 1821. 
L'église dispose de 560 sièges.
L'orgue à 24 jeux est livré en 1843 par la fabrique d'orgues de Kangasala. 
La fabrique d'orgues Grönlunds Orgelbyggeri le rénove en 1992.